# Strumigenys tetraphanes
Strumigenys tetraphanes är en myrart som beskrevs av Brown 1954. Strumigenys tetraphanes ingår i släktet Strumigenys och familjen myror. Inga underarter finns listade i Catalogue of Life.

## Bildgalleri

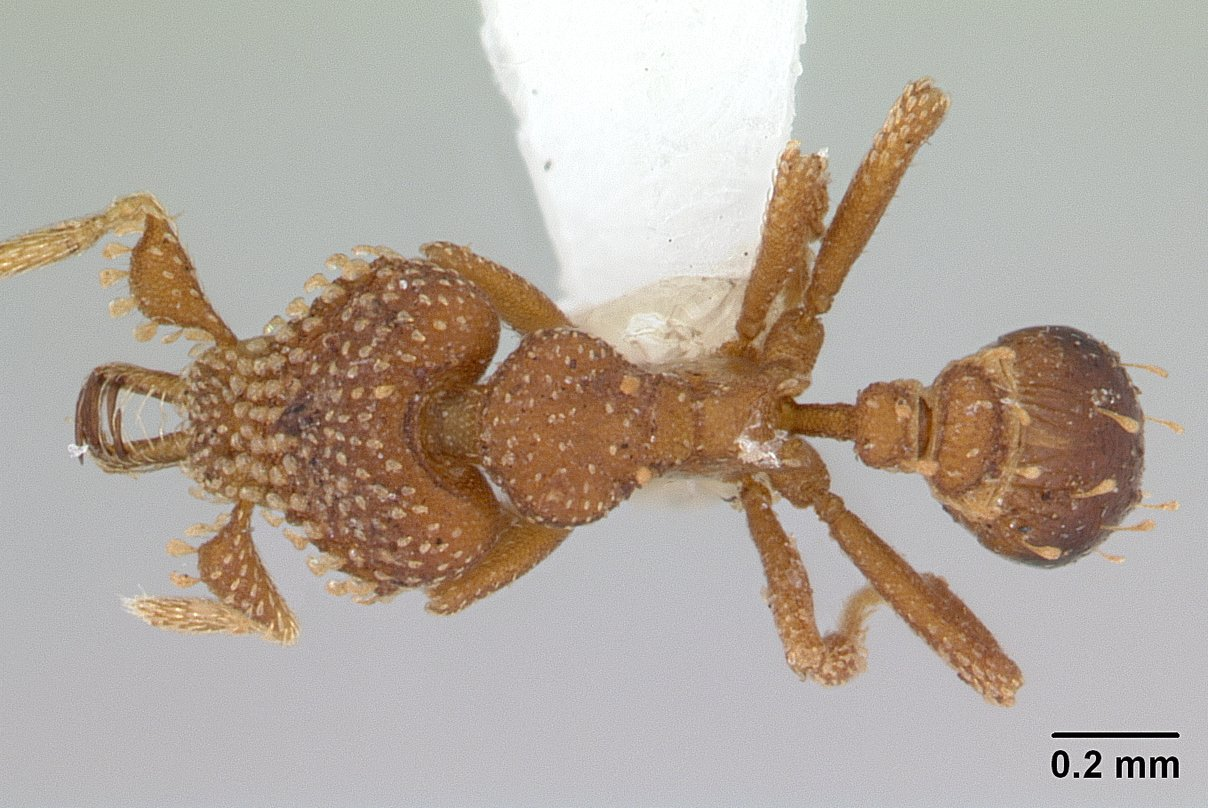
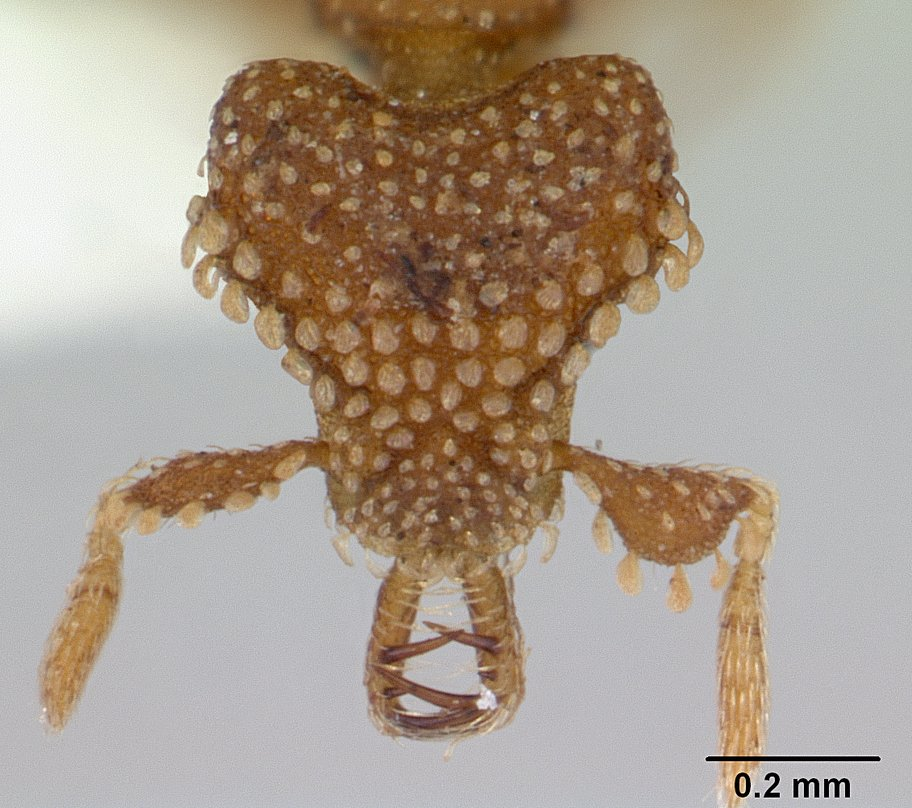
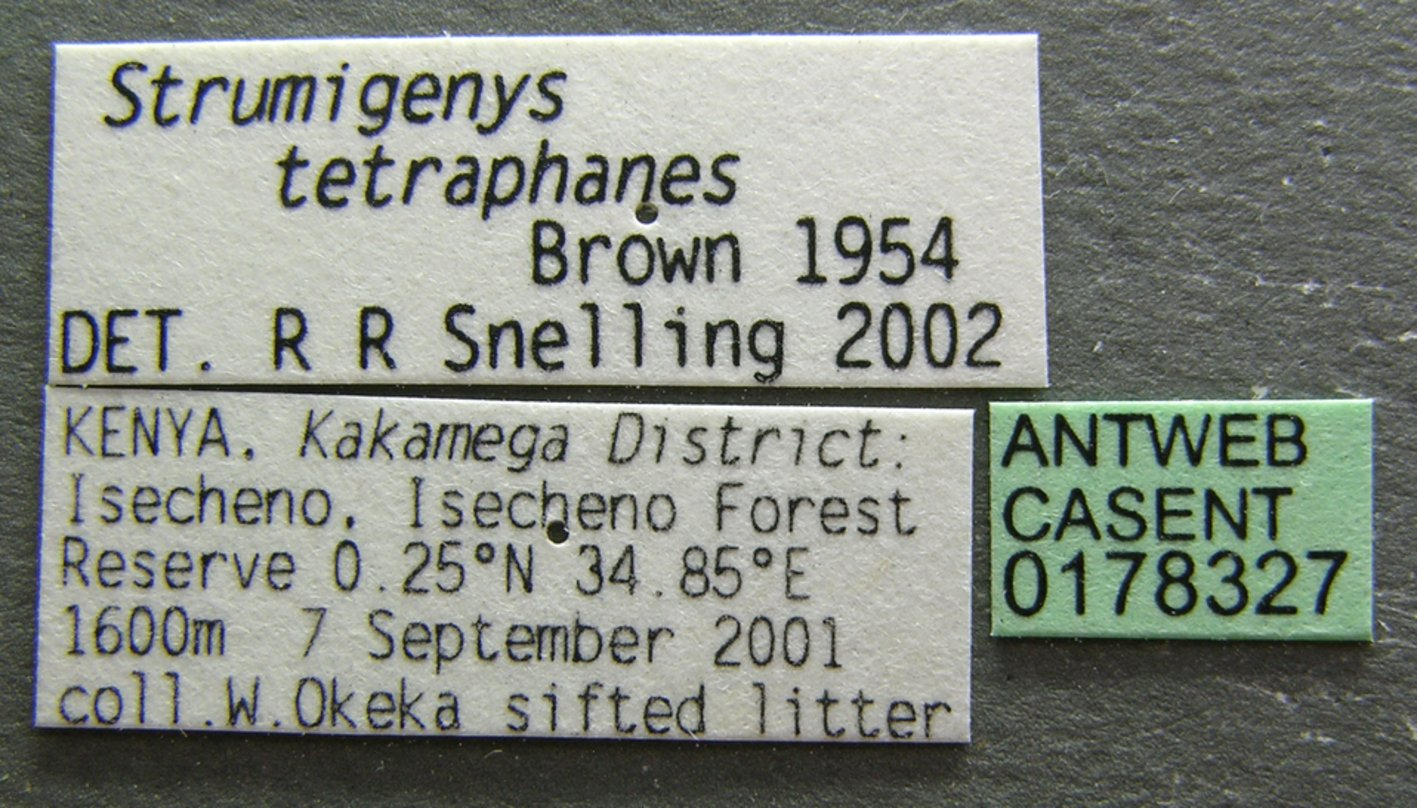
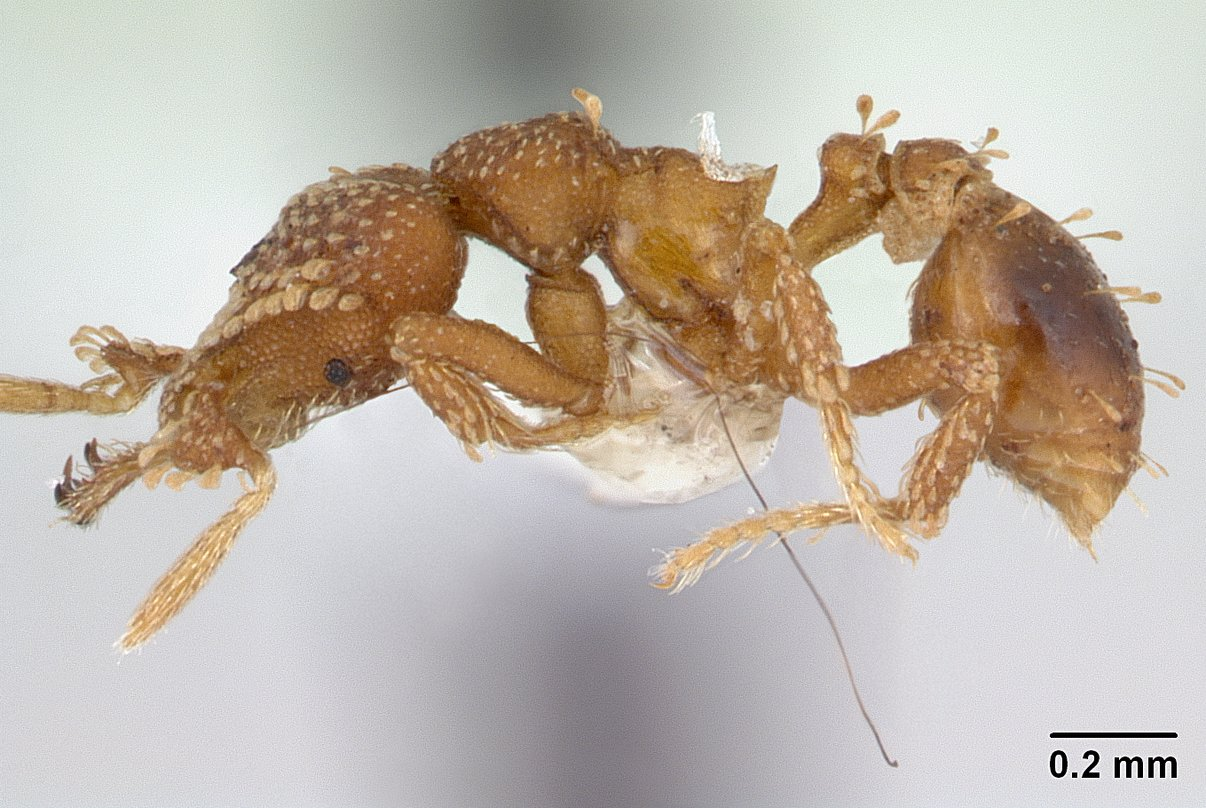